# Caesar Rodney

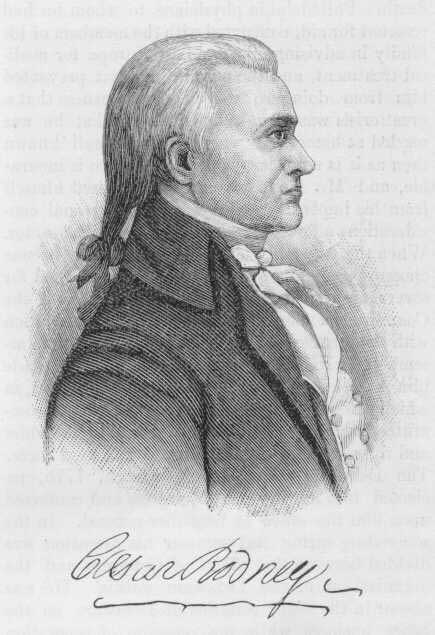
Caesar Rodney.

Caesar Rodney (* 7. Oktober 1728 in East Dover Hundred, Delaware Colony; † 26. Juni 1784 ebenda) war ein Rechtsanwalt und Politiker. Er nahm als Offizier der Miliz von Delaware am Franzosen- und Indianerkrieg und am Amerikanischen Unabhängigkeitskrieg teil und war Gouverneur von Delaware. Als Unterzeichner der Unabhängigkeitserklärung der Vereinigten Staaten ist er einer der amerikanischen Gründerväter.

## Abstammung und Kindheit
Rodney wurde auf „Byfield“, der Farm seiner Eltern Caesar und Mary Crawford Rodney geboren, die nördlich an den Landsitz „Poplar Hall“ von John Dickinson angrenzt. Sein Großvater William Rodney kam in den 1680er Jahren nach Amerika und war 1704 Speaker der Generalversammlung von Delaware. Zu Rodneys Vorfahren gehört die prominente Familie Adelmare in Treviso (Italien). Seine Mutter war eine Tochter des anglikanischen Reverends Thomas Rodney, Priester in Dover. „Byfield“ war eine 800 Acre (3,237 km²), die von einer kleinen Anzahl Sklaven bearbeitet wurde. Durch weitere nahe gelegene Besitzungen gehörten die Rodneys nach den Standards der damaligen Zeit zur wohlhabenden Oberschicht der Gemeinde. Ausreichendes Einkommen wurde durch den Verkauf von Weizen und Getreide nach Philadelphia und Westindien erzielt. Das brachte genug Bargeld und Freizeit ein, um den Mitgliedern der Familie zu erlauben, am sozialen und politischen Leben von Kent County teilzunehmen.
Rodney wurde zuerst daheim unterrichtet, besuchte aber später die Lateinschule in Philadelphia. Rodneys Vater starb 1745, als Rodney 17 Jahre alt war. Darum wurde er unter die gesetzliche Vormundschaft von Nicholas Ridgely, Friedensbeamter (clerk of the peace) in Kent County. Als der älteste Sohn betrieb er die Familienfarm weitere zehn Jahre, bevor er sich in die Politik begab. Seine Mutter heiratete wieder und hatte zwei weitere Kindern, starb aber 1763. Daraufhin war Rodney der Hauptversorger seiner jüngeren Geschwister und stand insbesondere seinem Bruder Thomas Rodney und seiner Halbschwester Sally Wilson nahe, die ihm den Haushalt führte. Er heiratete nie. Der Tradition folgend machte er Mary (Polly) Vinig den Hof, der Tante des späteren Senators John M. Vining. Sie heiratete jedoch Rev. Charles Inglis, den Rektor der anglikanischen Kirche in Dover, wo die Familie die Kirche besuchte.

## Frühe politische Karriere
Thomas Rodney beschrieb seinen Bruder zu dieser Zeit als jemanden mit „viel Witz und Humor der angenehmen Art, so dass eine Unterhaltung mit ihm immer heiter und geleitet von Lebensweisheit war … Er blieb ein Junggeselle, wurde allgemein geachtet und wirklich sehr beliebt.“ Entsprechend leicht trat er in die Welt der Politik ein, die zuvor von seinem Vater und seinem Vormund besetzt war. 1755 wurde er zum Obersheriff von Kent County gewählt und blieb es für die ganzen maximal drei zulässigen Jahre. Das war eine mächtige und finanziell lohnende Position, weil er die Wahlen überwachte und die Mitglieder der Großen Jury aussuchte, die die County-Steuern festlegte. Nach den drei Jahren wurde er eine Reihe von Positionen berufen, darunter zum Testamentsvollstrecker (Register of Wills), Notar (Recorder of Deeds), Waisenhofbeamter (Clerk of the Orphan’s Court), Friedensrichter und Richter am Unteren Gerichtshof (lower courts). Während des Franzosen- und Indianerkrieges war er beauftragter Hauptmann der Dover Hundred Kompanie in Oberst John Vinings Regiment der Miliz von Delaware. Die Kompanie wurde jedoch nie zum aktiven Dienst herangezogen. Von 1769 bis 1777 war er Beisitzender Richter am Obersten Gericht von Delaware.
Das Delaware des 18. Jahrhunderts war politisch in schwache Splitterparteien geteilt, die als „Hofpartei“ (Court Party) und „Landespartei“ (Country Party) bekannt waren. Die überlegene Court Party war überwiegend anglikanisch, am stärksten in Kent County und Sussex County vertreten, arbeitete gut mit der kolonialen Regierung zusammen und favorisierte eine Versöhnung mit der Regierung des Königreichs Großbritannien. Die schwächere Country Party war größtenteils Ulster-Schotten mit ihrem Zentrum im New Castle County, die schnell die Unabhängigkeit von Großbritannien befürworteten. Obwohl sie Mitglieder der Anglikanischen Kent Count Oberschicht waren, kamen Rodney und sein Bruder Thomas immer mehr auf eine Linie mit der Country Party, die eine klare Minderheit in Kent County darstellten. Derhalb arbeitete er hauptsächlich mit Thomas McKean aus New Castle County zusammen – in Opposition zu ihren Freunden und Nachbarn John Dickinson und George Read.

## Amerikanische Unabhängigkeitsbewegung
Rodney schloss sich 1765 Thomas McKean als Delegierter beim Stempelgesetz-Kongress an und war ein Anführer des Korrespondenzkomitees von Delaware. Er saß ab der Wahlperiode 1761/62 in der Generalversammlung von Delaware und blieb bis zur Sitzungsperiode 1775/76 im Amt. Mehrmals war er Speaker, einschließlich des bedeutsamen 15. Juni 1775, als „mit Rodney auf dem Stuhl und McKean als Wortführer der Debatte von den Reihen aus“ die Generalversammlung von Delaware dafür stimmte, alle Bindungen zum britischen Parlament und König zu kappen.

Die Präsentation der Unabhängigkeitserklärung der Vereinigten Staaten vor dem Kongress. Gemälde von John Trumbull, 1819

Wegen seiner militärischen Erfahrungen wurde Rodney zum Brigadegeneral der Miliz von Delaware ernannt. Als Delaware und andere Kolonien sich rapide vom Protest zur Selbstverwaltung und dann zur Unabhängigkeit entwickelten, verschlechterte sich die Situation in den stark loyalistischen Countys Kent County und Sussex County schnell. Zahlreiche lokale Anführer sprachen sich stark für die Bewahrung der Bindungen an das Königreich Großbritannien aus und Rodney und seine Miliz mussten wiederholt die resultierenden Revolten unterdrücken. Einige der Loyalisten wurden gefangen genommen und eingesperrt, andere entkamen in die Sümpfe oder auf britische Schiffe, und andere wieder leisteten stillen Widerstand gegen die neue Regierung.
Inzwischen war Rodney von 1774 bis 1776 Mitglied des Kontinentalkongresses; zusammen mit Thomas McKean und George Read. Rodney weilte in Dover, Delaware, um sich mit loyalistischen Aktivitäten in Sussex County zu befassen, als ihn die Nachricht von Thomas McKean erreichte, dass er (McKean) und George Read sich in der Frage der Abstimmens wegen der Unabhängigkeit in einer Sackgasse befänden.

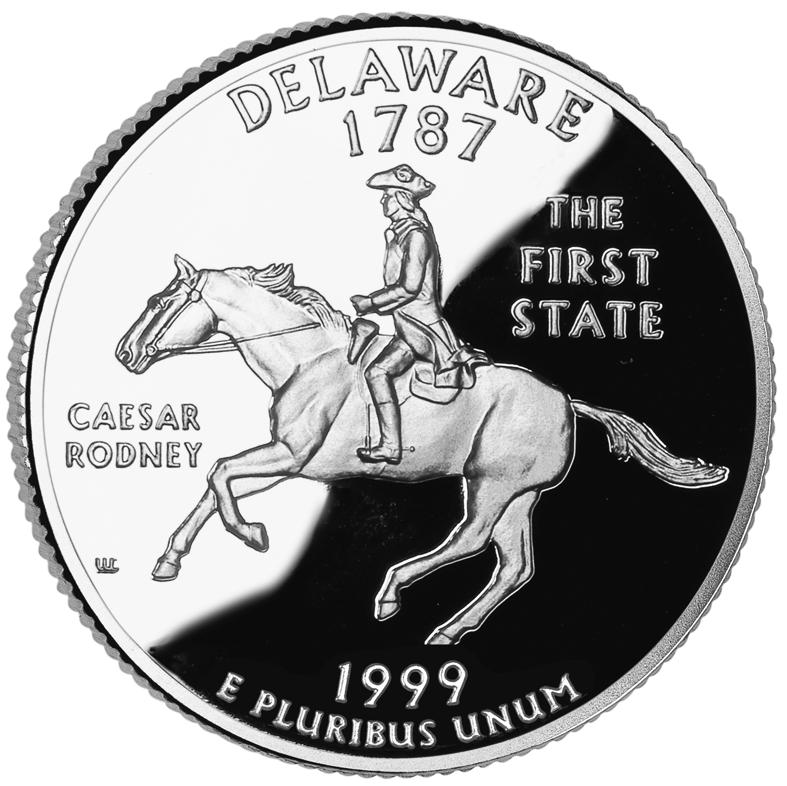
Caesar Rodney auf dem 1999 Delaware Quarter.

Um das Patt zu brechen, ritt Rodney in der Nacht des 1. Juli 1776 acht Meilen (13 Kilometer) durch ein Ungewitter und traf mit einem dramatischen Auftritt „in Reitstiefeln und Sporen“ gerade rechtzeitig zum Beginn der Abstimmung in Philadelphia ein. Er stimmte mit Thomas McKean und bewirkte so, dass sich Delaware den anderen elf Staaten in der Abstimmung zugunsten der Unabhängigkeitserklärung der USA anschloss. Er stellte außerdem seine Niederlage bei der Wahl in Kent County (Delaware) für einen Sitz im anberaumten Verfassungskongress von Delaware und dem neuen Parlament Delawares sicher.
Als er vom Tode seines Freundes John Haslet in der Schlacht von Princeton erfuhr, begab sich Rodney zu George Washington. Washington sandte ihn bald nach Delaware zurück, wo er als Generalmajor der Delaware-Miliz dringend gebraucht wurde, um den Staat vor militärischen Übergriffen der Briten zu beschützen und fortgesetzte loyalistische Aktivitäten insbesondere in Sussex County zu kontrollieren.
Inmitten der katastrophalen Ereignisse nach der Schlacht von Brandywine und der Okkupation von Wilmington, Delaware und Philadelphia wurde im Oktober 1777 in Delaware ein zweites Parlament gewählt, das Rodney und Thomas McKean sofort zurück in den Kontinentalkongress entsandte. Weil der Staatspräsident von Delaware John McKinly in Gefangenschaft und der amtierende Präsident George Read am Ende seiner Kräfte war, wählte man Rodney am 31. März 1778 zum Präsidenten von Delaware. Delaware hatte nun einen engagierten, energischen und kompetenten Anführer, aber es wäre ein Irrtum, das Amt des Staatspräsidenten von 1778 mit dem Amt eines heutigen Gouverneurs eines Bundesstaates zu verwechseln. Rodneys Effektivität resultierte aus seiner Popularität im Parlament von Delaware, das die wahre Macht innehatte, und aus der Loyalität der Delaware-Miliz ihm gegenüber, was das einzige verfügbare Mittel war, seine Autorität durchzusetzen.
Die Karriere eines berüchtigten Loyalisten, Cheney Clow, begann zu dieser Zeit. Clow versammelte eine große Gruppe von Sympathisanten, errichtete ein Fort und bereitete sich darauf vor, in die neue Hauptstadt des Staates, Dover zu marschieren. Bei diesem Versuch abgewehrt, verteilten sie sich in den Wäldern und Sümpfen und richteten während des Rest des Krieges Verwüstungen an, die ihnen Feindschaften einbrachten, die nach dem Kriege nicht so leicht vergessen wurden. Rodney leitete außerordentliche Schritte ein, um den Loyalisten beizukommen und sie zu kontrollieren, indem er den Handel mit den Briten verbot, den Treueeid einforderte und das Eigentum derer konfiszierte, die den Schwur nicht ablegen wollten. Viele Menschen flohen.
Unterdessen durchforstete Rodney den Staat nach Geld, Nachschub und Soldaten, um die nationalen Kriegsanstrengungen zu unterstützen. Die kontinentalen Truppen aus Delaware kämpften hervorragend in vielen Schlachten von der Schlacht von Long Island bis zur Schlacht von Monmouth, aber 1780 erfuhr die gesamte Armee ihre schwerste Niederlage in der Schlacht von Camden in South Carolina. Das kleine Regiment aus Delaware wurde fast ausgelöscht, und die Überreste waren so reduziert, dass sie für den Rest des Krieges nur noch gemeinsam mit dem Regiment aus Maryland kämpfen konnten. Und immer noch hielten die Loyalisten und die Kaperschiffe entlang der Küste Sussex County (Delaware) am brodeln. Rodney hatte so viel getan, um die Situation zu stabilisieren, aber seine Gesundheit wurde immer schlechter, und er gab sein Amt am 6. November 1781 nach der letztendlich überzeugenden Schlacht von Yorktown auf.
Rodney wurde 1782 und 1783 vom Delawarer Parlament in den US-Kongress unter den Konföderationsartikeln gewählt, konnte aber seinen Dienst wegen seiner schlechten Gesundheit nicht antreten. Wie auch immer, zwei Jahre nach dem Rücktritt als Präsident des Staates wurde er für die 1783/84er Amtsperiode in den gesetzgebenden Rat (Staatssenat von Delaware) gewählt und wurde, als finale Geste des Respekts, vom Rat zu dessen Speaker gewählt. Bedauerlicherweise nahm seine Gesundheit nun rapide ab, und obwohl der Staatssenat sich für kurze Zeit in seinem Haus traf, starb er, bevor die Wahlperiode endete.

## Tod und Vermächtnis
Rodney starb am 25. Juni 1784 in „Poplar Grove“, seinem Haus in East Dover Hundred. Er wurde im Familiengrab in „Byerly“ begraben, aber die genaue Lage seines Grabes auf der Farm ist unbekannt. Es gibt ein Denkmal auf dem Christ Episcopal Kirchenfriedhof in Dover (Delaware) an einer Stelle, von der man einst glaubte, dass dort seine Überreste lägen.
John Adams beschrieb Rodney, der an Asthma litt und Gesichtskrebs hatte, als „den am seltsamsten aussehenden Mann der Welt; er ist groß, dünn und schwach wie Schilf und blass; sein Gesicht ist nicht größer als ein großer Apfel, aber da ist Intelligenz und Feuer, Geist, Witz und Humor in dieser Miene.“ Der Krebs in seinem Gesicht war die Ursache großer Schmerzen für viele Jahre und war so entstellend, dass er oft einen grünen Seidenschal trug, um es zu verdecken. Obwohl sie beide militärische Erfahrung hatten, war Rodneys Hintergrund fast das Gegenteil seines Vorgängers John McKinley. Wo McKinley ein Ulster-Scot-Presbyterianer aus New Castle County war, der politisch mit der den Kompromiss suchenden „Court Party“ aus den Lower Countys alliiert war, war Rodney ein Mitglied der anglikanischen Oberschicht aus den stark loyalistischen Südstaaten, der sich letztendlich politisch der die Unabhängigkeit suchenden „Country Party“ anschloss. Kombiniert mit seinen persönlichen Möglichkeiten war das ein guter Mix, um erfolgreich eine sehr unterschiedliche Bevölkerung von Delaware durch die Unabhängigkeitsära zu führen. Goodrich fasste seinen Charakter zusammen als „einen Mann großer Integrität und reinem patriotischem Gefühl. Er opferte, wenn nötig, seine persönlichen Interessen zu Gunsten des öffentlichen Wohls. Er war bekannt für seinen Sinn für guten Humor und seine Lebhaftigkeit; und seine Großzügigkeit war eine Zierde der menschlichen Natur.“

## Öffentliche Ämter
Zu dieser Zeit wurde Wahlen in Delaware am ersten Oktober abgehalten. Mitglieder des Repräsentantenhauses von Delaware nahmen ihr Amt am 20. Oktober für ein Jahr auf. Vor 1776 wurde sechs Repräsentanten gewählt, zumeist je einer pro County. Nach 1776 wurde die Anzahl auf sieben erhöht und das Oberhaus wurde geschaffen, der Senat von Delaware, dem im Allgemeinen drei Senatoren je County für drei Jahre angehörten.
Das Parlament von Delaware wählte die Abgeordneten für den Kontinentalkongress für je ein Jahr und den Staatspräsidenten für je drei Jahre.
| Amt                               | Typ            | Ort                    | Gewählt am         | Amtsübernahme     | Amtsübergabe     | Anmerkungen            |
| --------------------------------- | -------------- | ---------------------- | ------------------ | ----------------- | ---------------- | ---------------------- |
| Sheriff                           | Exekutive      | Dover (Delaware)       | 1. Oktober 1755    | 1. Oktober 1755   | 1. Oktober 1756  | Kent County (Delaware) |
| Sheriff                           | Exekutive      | Dover (Delaware)       | 1. Oktober 1756    | 1. Oktober 1756   | 1. Oktober 1757  | Kent County (Delaware) |
| Sheriff                           | Exekutive      | Dover (Delaware)       | 1. Oktober 1757    | 1. Oktober 1757   | 2. Oktober 1758  | Kent County (Delaware) |
| Court of Common Pleas             | Rechtsprechung | New Castle (Delaware)  |                    | 1759              | 1769             | Friedensrichter        |
| Repräsentantenhaus von Delaware   | Legislative    | New Castle (Delaware)  | 1. Oktober 1761    | 20. Oktober 1761  | 20. Oktober 1762 |                        |
| Repräsentantenhaus von Delaware   | Legislative    | New Castle (Delaware)  | 1. Oktober 1762    | 20. Oktober 1762  | 20. Oktober 1763 |                        |
| Repräsentantenhaus von Delaware   | Legislative    | New Castle (Delaware)  | 1. Oktober 1763    | 20. Oktober 1763  | 20. Oktober 1764 |                        |
| Repräsentantenhaus von Delaware   | Legislative    | New Castle (Delaware)  | 1. Oktober 1764    | 20. Oktober 1764  | 20. Oktober 1765 |                        |
| Stempelgesetzkongress             | Legislative    | New York City          | 21. September 1765 | 7. Oktober 1765   | 19. Oktober 1765 | [ 1 ]                  |
| Repräsentantenhaus von Delaware   | Legislative    | New Castle (Delaware)  | 1. Oktober 1765    | 20. Oktober 1765  | 20. Oktober 1766 |                        |
| Repräsentantenhaus von Delaware   | Legislative    | New Castle (Delaware)  | 1. Oktober 1766    | 20. Oktober 1766  | 20. Oktober 1767 |                        |
| Repräsentantenhaus von Delaware   | Legislative    | New Castle (Delaware)  | 1. Oktober 1767    | 20. Oktober 1767  | 20. Oktober 1768 |                        |
| Repräsentantenhaus von Delaware   | Legislative    | New Castle (Delaware)  | 1. Oktober 1768    | 20. Oktober 1768  | 20. Oktober 1769 |                        |
| Oberster Gerichtshof von Delaware | Rechtsprechung | New Castle (Delaware)  |                    | 1769              | 1777             | Associate Justice      |
| Repräsentantenhaus von Delaware   | Legislative    | New Castle (Delaware)  | 1. Oktober 1769    | 20. Oktober 1769  | 20. Oktober 1770 | Speaker                |
| Repräsentantenhaus von Delaware   | Legislative    | New Castle (Delaware)  | 1. Oktober 1770    | 20. Oktober 1770  | 20. Oktober 1771 | Speaker                |
| Repräsentantenhaus von Delaware   | Legislative    | New Castle (Delaware)  | 1. Oktober 1771    | 20. Oktober 1771  | 20. Oktober 1772 |                        |
| Repräsentantenhaus von Delaware   | Legislative    | New Castle (Delaware)  | 1. Oktober 1772    | 20. Oktober 1772  | 20. Oktober 1773 |                        |
| Repräsentantenhaus von Delaware   | Legislative    | New Castle (Delaware)  | 1. Oktober 1773    | 20. Oktober 1773  | 20. Oktober 1774 |                        |
| Kontinentalkongress               | Legislative    | Philadelphia           | 2. August 1774     | 5. September 1774 | 26. Oktober 1774 |                        |
| Repräsentantenhaus von Delaware   | Legislative    | New Castle (Delaware)  | 1. Oktober 1774    | 20. Oktober 1774  | 20. Oktober 1775 |                        |
| Kontinentalkongress               | Legislative    | Philadelphia           | 16. März 1775      | 10. Mai 1775      | 21. Oktober 1775 |                        |
| Repräsentantenhaus von Delaware   | Legislative    | New Castle (Delaware)  | 1. Oktober 1775    | 20. Oktober 1775  | 15. Juni 1776    | Speaker                |
| Kontinentalkongress               | Legislative    | Philadelphia           | 21. Oktober 1775   | 21. Oktober 1775  | 7. November 1776 |                        |
| Kontinentalkongress               | Legislative    | York                   | 17. Dezember 1777  | 17. Dezember 1777 | 27. Juni 1778    | war nie anwesend       |
| Kontinentalkongress               | Legislative    | Philadelphia           | 17. Dezember 1777  | 2. Juli 1778      | 18. Januar 1779  | war nie anwesend       |
| Staatspräsident von Delaware      | Exekutive      | Dover (Delaware)       | 31. März 1778      | 31. März 1778     | 6. November 1781 |                        |
| Kontinentalkongress               | Legislative    | Philadelphia           | 2. Februar 1782    | 2. Februar 1782   | 1. Februar 1783  | war nie anwesend       |
| Kontinentalkongress               | Legislative    | Philadelphia           | 1. Februar 1783    | 1. Februar 1783   | 21. Juni 1783    | war nie anwesend       |
| Kontinentalkongress               | Legislative    | Princeton (New Jersey) | 1. Februar 1783    | 30. Juni 1783     | 4. November 1783 | war nie anwesend       |
| Kontinentalkongress               | Legislative    | Annapolis (Maryland)   | 1. Februar 1783    | 26. November 1783 | 8. April 1784    | war nie anwesend       |
| Senat von Delaware                | Legislative    | Dover (Delaware)       | 1. Oktober 1783    | 20. Oktober 1783  | 26. Juni 1784    | Speaker                |

### Bilder
- Caesar Rodney biography. The Architect of the Capitol: Capitol Complex, 2005, abgerufen am 1. Juni 2006.
- Delaware Quarter. U.S. Mint, 2005, abgerufen am 1. Juni 2006.